# Eugène Lemaire
Pour l’article homonyme, voir Lemaire.
Eugène Lemaire (Vireux-Molhain, 3 juillet 1873 - Charleroi, 1948) est un photographe pictorialiste belge, spécialiste des portraits et des natures mortes.
Membre influent du Cercle photographique de Charleroi, Il fut l'ami personnel de Léonard Misonne.
Renommé pour sa maîtrise du flou et du clair-obscur, il est le maître inégalé de la nature morte en Belgique.

## Expositions
- 1932 XXVIIe Salon International d'Art Photographique Paris (France)
- 1934 1er Salon International de Charleroi (Belgique)
- 1938 Cercle photographique Verviétois
- 2003 Maison de la Culture de Namur (Belgique)
- 2005 Expo Art/W20, Musée d'Art Letton de Riga (Lettonie)
- Ses œuvres auraient aussi été exposées à Los Angeles, au Canada et en Allemagne (source : Vintage Works, Ltd, USA)

## Musées
- Musée de la Photographie, Charleroi
- Provinciaal Museum voor Fotografie, Antwerpen